# Belerofon
În mitologia greacă, Belerofon (sau Belerofontes) a fost, alături de Cadmus și Perseu, cel mai mare erou și asasin al monștrilor, în perioada dinaintea lui Heracle"

## Mitologie

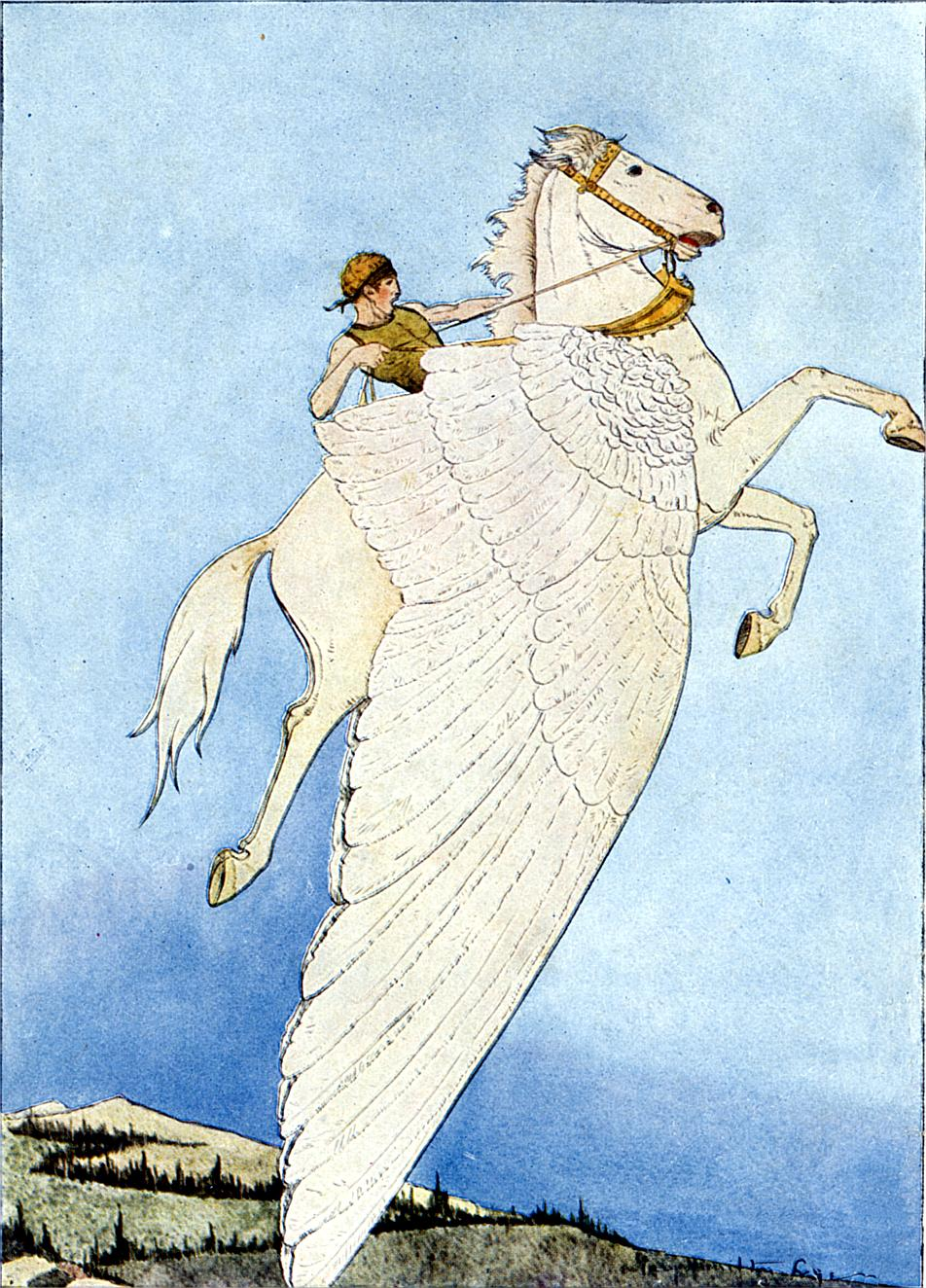
Belerofon călărindu-l pe Pegas (ilustrație din 1914)

Cea mai mare ispravă a lui Belerofon a fost omorârea Himerei, un monstru care, conform afirmațiilor lui Homer, avea cap de leu, trup de capră, coadă de șarpe și răsuflare de foc . Ca erou, el era onorat în Corint și în Licia.
Belerofon a fost fiul lui Glaucos, regele Corintului, și l-a avut ca bunic pe Sisif, cel care a fost trimis în Tartar ca pedeapsă pentru numeroasele sale păcate. Mama sa se numea fie Eurimede, fie Eurinome și era una din fiicele lui Nisos, regele Megarei. Aventurile lui Belerofon încep cu o ucidere accidentală pe care o săvârșește . Victima este fratele său, Deliades, sau Piren, al cărui nume este legat de numele izvorului Pirene din Corint. Într-o altă variantă a mitului, cel ucis era un tiran din Corint și se numea Belleros, ceea ce ar sugera originea numelui lui Belerofon, care înseamnă Ucigașul lui Belleros. Ca pedeapsă pentru această crimă, Belerofon este exilat și trimis la Tirint, la curtea regelui Proetos, pentru a se purifica. Însă soția regelui, Stenebea,  (numită Anteia de Homer), se îndrăgostește de Belerofon și îi propune o întâlnire. Eroul o refuză, iar Stenebea, furioasă, merge la soțul ei și îi mărturisește că Belerofon a încercat să o siluiască. Proetos hotărăște să scape de corintean și îl trimite cu o scrisoare la socrul său, Iobates din Licia. În scrisoare, Proetos îi cere lui Iobates să îl omoare pe aducător. Se spune că regele din Tirint a refuzat să îl omoare personal pe Belerofon pentru că îl avusese ca oaspete și o veche tradiție interzice uciderea celui cu care ai stat la masă.
Belerofon îi aduce scrisoarea lui Iobates, însă acesta nu o citește decît după ce petrece alături de oaspetele său și ajunge să îl îndrăgească. Pentru a nu săvârși o crimă care să îi supere pe zei, el îi poruncește corinteanului să ucidă Himera, un animal care îi devasta ținuturile și îi răpea turmele. Iobates spera că astfel Belerofon va fi omorât de Himeră.
Știind că nu poate birui Himera decât acela care stăpânește calul înaripat Pegas ieșit din trupul Meduzei, Belerofon merge în căutarea calului și află că Pegas coboară adeseori pe vârful muntelui Acrocorint să bea apă din izvorul Pirene. Eroul nu reușește să prindă calul înaripat, însă, urmând sfatul profetului Polidos se culcă lângă izvorul Pirene, aproape de altarul zeiței Palas-Atena. Zeița i se arată în somn, îi oferă niște frâie de aur și îl învață cum să prindă calul. Astfel Belerofon reușește să îl captureze pe Pegas, îl îmblânzește, apoi ucide Himera.
Iobates încearcă însă să scape de el prin alte mijloace. Îl trimite să lupte împotriva solimilor, o populație războinică din vecinătate, pe care Belerofon o învinge. Apoi corinteanul poartă o luptă cu amazoanele în rândul cărora provoacă multe victime. În cele din urmă, Iobates pregătește o ambuscadă împotriva lui Belerofon, dar nu reușește nici de această dată să-l ucidă și îi recunoaște supremația. Mai mult, îi îngăduie să trăiască la curtea sa, după ce îi arată scrisoarea lui Proetos, și îi dă ca soție pe fiica sa, Filonoe. După moartea lui Iobates, Belerofon devine regele Liciei. Cu Filonoe, Belerofon are doi fii, Isandros și Hippolohos, și o fiică, Laodamia, care împreună cu Zeus îl va aduce pe lume pe Sarpedon, un erou al războiului troian.
O legendă spune că mai târziu Belerofon, simțindu-se faorte mândru, a vrut să urce cu calul său Pegas până în Olimp pentru a fi egal cu zeii, însă Zeus s-a înfuriat văzând această îndrăzneală și l-a aruncat pe pământ, omorându-l sau luându-i mințile.